# Front national (Iran)
 (juin 2018).
Si vous disposez d'ouvrages ou d'articles de référence ou si vous connaissez des sites web de qualité traitant du thème abordé ici, merci de compléter l'article en donnant les références utiles à sa vérifiabilité et en les liant à la section « Notes et références ».
Pour les articles homonymes, voir Front national.
Le Front national (en persan : جبهه ملی, Jebhe Melli) est un groupe politique iranien d'opposition fondé par Mohammad Mossadegh et d'autres hommes politiques iraniens aux sensibilités nationalistes et social-démocrate, qui avaient été éduqués en France à la fin des années 1940. Ce groupe est actuellement actif à la fois en Iran et en exil.
Peu après sa création, le Front national s'oppose à la domination par les Occidentaux des ressources naturelles de l'Iran – principalement obtenues à la suite de concessions données à la fin de la période kadjar – et principalement à celles détenues par l'Anglo-Persian Oil Company. Le groupe s'oppose aussi à la tentative de se défaire de la domination britannique en initiant des relations avec les États-Unis. Quand il prend son poste de Premier ministre en 1951, Mossadegh fait appliquer la loi de nationalisation du pétrole, qui avait été votée par le Madjles en mars de cette même année et qui impose la nationalisation de l'actif de l'AIOC et a une compensation minimal du gouvernement iranien. Ceci créera la crise d'Abadan, dont le point culminant sera le coup d'État organisé conjointement par les États-Unis et la Grande-Bretagne lors de l'opération Ajax en 1953.